# Lilial
Lilial è il nome commerciale di una aldeide aromatica sintetica, caratterizzata da un odore floreale fresco e potente che ricorda il mughetto, il tiglio e il ciclamino. In commercio il composto è noto anche con i nomi Lysmeral e Lilestralis. Lilial viene usato in piccole quantità come fragranza in cosmetici e prodotti domestici.

## Storia
Sinora non è mai stato possibile ricavare un olio essenziale che preservi le caratteristiche odorose del mughetto, e non sono neanche noti con precisione i componenti che caratterizzano l'aroma di questo fiore. All'inizio del XX secolo i chimici iniziarono a sintetizzare nuovi composti cercando di mimare l'aroma di mughetto. Uno di più noti tra questi composti è Lilial, la cui sintesi fu descritta per la prima volta nel 1952 dal chimico russo Vladimir Mikhaĭlovich Rodionov. All'insaputa della pubblicazione russa, furono poi i chimici statunitensi Marion Scott Carpenter e William M. Easter, lavorando nei laboratori della Givaudan, a brevettare la sostanza nel 1959 (data della domanda: 11 giugno 1956). Lilial ebbe uno straordinario successo come fragranza fiorita, e fu ampiamente usata in profumi, detergenti, prodotti per la cura della persona e della casa. Nel 2008 si cominciò a sospettare che il composto fosse un potenziale cancerogeno e mutageno. Furono introdotte delle limitazioni d'uso e l'Unione europea decise che il composto doveva essere specificato sulla confezione dei prodotti che lo contenevano, di solito con la denominazione INCI butylphenyl methylpropional. In seguito a ulteriori ricerche la sostanza fu classificata come probabilmente tossica per la riproduzione, e a partire dal marzo 2022 l'uso di Lilial nei cosmetici è vietato nell'Unione europea. La ricerca di odoranti di mughetto alternativi ha comunque portato alla sintesi di molti composti più sicuri di Lilial, come aldeide ciclamino (1919), Bourgeonal (1959), Helional (1958), Florhydral (1988), Mimosal (2008), Mahonial (2013) e Nympheal (2014).

## Proprietà

I due enantiomeri (R)-Lilial (sopra) e (S)-Lilial (sotto)

La molecola di Lilial possiede un centro stereogenico e sono quindi possibili due enantiomeri, rappresentati in figura. Nel processo di sintesi viene normalmente prodotto il composto racemo, che possiede una soglia olfattiva di 0,27 ng/L. I due enantiomeri differiscono notevolmente nelle proprietà organolettiche: (R)-Lilial possiede un forte odore di mughetto, mentre al confronto (S)-Lilial non ha un odore significativo.

## Sintesi
Esistono numerosi processi industriali di sintesi di Lilial, a seconda della ditta produttrice. Un esempio è il processo elettrochimico utilizzato dalla BASF, schematizzato nella figura seguente. Il 4-tert-butiltoluene viene dimetossilato tramite ossidazione anodica per ottenere la benzaldeide protetta; la scala di questa reazione supera le 10000 tonnellate annue. Seguono una reazione di condensazione con propionaldeide e una idrogenazione per arrivare a Lilial (Lysmeral nella denominazione BASF).

Schema del processo industriale di sintesi elettrochimica di Lysmeral

## Uso
Si stima che nel 2019 siano state commercializzate circa 15000 tonnellate di Lilial; tuttavia la quantità prodotta potrebbe diminuire in futuro a causa delle restrizioni normative. Il composto è usato in piccole quantità come fragranza in numerosi cosmetici e prodotti domestici. In profumeria Lilial è stato impiegato in molti profumi, tra i quali White Musk (The Body Shop, 1981), XS Pour Elle (Rabanne, 1994), Good Life (Davidoff, 1998), Dazzling Gold (Estée Lauder, 1998) e J'adore (Dior, 1999).

## Tossicità / Indicazioni di sicurezza
È stato condotto uno studio per valutare la sicurezza d'impiego del Lilial, stabilendo le massime concentrazioni accettabili in cosmetici e altri prodotti domestici, concludendo che il composto è sicuro nell'ambito degli usi esaminati. Tuttavia nell'Unione europea l'uso di questo composto nei cosmetici è stato vietato a partire dal marzo 2022.